# Малый Ингаир
Малый Ингаир — река в России, протекает по Тобольскому и Уватскому районам Тюменской области. Устье реки находится в 43 км по левому берегу реки Большой Ингаир. Длина реки составляет 34 км.

## Данные водного реестра
По данным государственного водного реестра России, относится к Иртышскому бассейновому округу, водохозяйственный участок реки — Иртыш от впадения реки Тобол до города Ханты-Мансийск (выше), без реки Конда, речной подбассейн реки — бассейны притоков Иртыша от Тобола до Оби. Речной бассейн реки — Иртыш.
Код объекта в государственном водном реестре — 14010700112115300013111.